# Neuroscelio
Neuroscelio ist die einzige rezente Gattung der im Jahr 2021 eingeführten Hautflüglerfamilie Neuroscelionidae innerhalb der Platygastroidea. Die Gattung wurde 1913 von dem australischen Entomologen Alan Parkhurst Dodd eingeführt. Die Typusart ist Neurocelio nervalis Dodd, 1913. Typlokalität ist ein Waldgebiet im Norden von Queensland. Der Holotyp wurde von A. A. Girault im heutigen Gordonvale, zuvor als „Nelson“ bekannt, gesammelt.

## Taxonomie
Da der Holotyp für eine taxonomische Einordnung in einem zu schlechten Zustand war, beschrieben Galloway et al. (1992) die Gattung erneut auf Basis frisch gesammelter Weibchen. Galloway et al. (1992) stellten die Gattung in die Tribus Gryonini innerhalb der Scelioninae aufgrund deren Habitus und der Struktur des Metasoma: große Tergite T1 und T2, schmale T3–T6; T7 der Weibchen extern, gut sklerotisiert, mit ausgeprägten Cerci, artikulierend mit T6 sowie nicht mit dem Ovipositor austretend.

## Merkmale
Die Hautflügler sind 1–3 mm lang. Im Folgenden eine Beschreibung basierend auf Chen et al. (2021): Die weiblichen Fühler weisen 10 Geißelglieder auf. Die männlichen Fühler sind ohne ein spezielles geschlechtsspezifisches Glied und ohne Tyloide. Eine frontale Vertiefung fehlt. Eine malare Furche fehlt. Die pronotale Halsfurche ist nicht mit Borsten bedeckt. Das Mesoscutum ist annähernd so breit wie lang. Eine transepisternale Linie auf dem Mesepisternum fehlt. Eine mesepimerale Furche ist vorhanden. Die Ader R findet ihre Fortsetzung in der weiter entfernten Flügeladerung. Die Stigmalader r-rs der Vorderflügel ist verlängert und entspringt einer ausgeprägten Marginalader (C + R). Die tibiale Spornformel ist 1-2-2. Das Metasoma hat ausgeprägte schmale Laterotergite. T1 und T2 sind annähernd gleich lang, wobei T2 geringfügig länger als T1 ist. T3 ist deutlich kürzer als T2 und stark querverlaufend. Die Nähte zwischen den metasomalen Tergiten und Sterniten sind einfach gestaltet, ohne ausgeprägte große Grübchen entlang der Vorderränder. S1 weist einen medianen Längskiel auf, jedoch nicht nach vorne hervorstehend.

## Verbreitung
Die Arten der Gattung Neuroscelio wurden in Australien sowie in der Orientalis (Vietnam) nachgewiesen.

## Lebensweise
Die Biologie der Neuroscelio-Arten ist noch unbekannt.

## Arten
Der Gattung Neuroscelio werden folgende beschriebene Arten zugeordnet:
- Neuroscelio doddi Galloway, Austin & Masner, 1992 – New South Wales, Queensland
- Neuroscelio lagunai Valerio & Austin, 2009 – New South Wales, Queensland
- Neuroscelio nervalis Dodd, 1913 – Queensland
- Neuroscelio noyesi Galloway, Austin & Masner, 1992 – Queensland
- Neuroscelio orientalis Masner & Valerio, 2009 – Vietnam
- Neuroscelio stirlingensis Galloway, Austin & Masner, 1992 – südwestl. Westaustralien
- Neuroscelio storeyi Galloway, Austin & Masner, 1992 – südwestl. Westaustralien

Valerio et al. (2009) liefern einen Bestimmungsschlüssel für die Neuroscelio-Arten.